# Grand Tour
Grand Tour [gʀɑ̃ˈtuːʀ] (francosko za 'veliko potovanje') je bilo ime za potovanje sinov evropskega plemstva, kasneje tudi višjega srednjega razreda, skozi srednjo Evropo, Italijo, Španijo in prav tako obvezno od renesanse dalje do Svete dežele. V širšem smislu so temu rekli tudi izobraževalno potovanje odraslih članov zgoraj omenjenih razredov. Zlasti v Angliji je Grand Tour v 18. stoletju našel bogat literarni izraz.

## Cilji
Grand Tour je prvotno predstavljal konec izobraževanja, popotniku naj bi dal 'piko na i'. Zlasti aristokrati so iskali pomembna evropska mesta in obiskovali spomenike iz antike, srednjega veka in renesanse; potovali po slikovitih pokrajinah, bili pa tudi na avdiencah na evropskih kraljevih dvorih. Spoznati so morali kulturo in običaje tujih držav, zbrati nove vtise in vzpostaviti koristne povezave za prihodnost. Ogled je služil tudi poglabljanju jezikovnih spretnosti in izpopolnjevanju manir; na splošno pridobitev svetovljanstva, statusa in prestiža. Zlasti privlačno za plemenite popotnike je bilo poučevanje francoskih ali italijanskih mojstrov mečevanja in s tem poglabljanje znanja o trgovini z orožjem. Drug neizgovorjen cilj je bil pogosto pridobitev določenih izkušenj v erotičnih zadevah, včasih tudi sprožitev zakonskih priložnosti.
Starejši popotniki so pogosto imeli druge motive za poglobitev izobrazbe in širjenje obzorja. Včasih so si obljubili zdravljenje ali lajšanje bolezni v blažjem podnebju evropskega juga, na primer pesnik John Keats, ki je leta 1820 odpotoval v Italijo. Drugi pa so si izmenjevali ideje s kolegi iz njihove stroke v tujini ali opravili široko paleto raziskav. Botanik John Ray si je v 1660-ih prizadeval za celinsko turnejo, da bi sestavil izčrpen seznam tujih rastlin , baročni slikar Jonathan Richardson pa je na začetku 18. stoletja na Nizozemskem in v Italiji želel ustvariti nič manj kot »popoln katalog vseh obstoječih kipov in slik« . Grand Tours so bila pogosto uporabljena za nakup umetniških del, na primer Thomas Howard, 21. grof Arundelski.
Večina popotnikov, ki so zaključili Grand Tour je bila moških, a je bilo med njimi tudi nekaj žensk, na primer Mariana Starke (1762-1838) ali pesnica lady Morgan Sidney Owenson (1776-1859).

## Zgodovina
Obisk antičnih krajev v Italiji je bil v krogih umetnikov in intelektualcev tradicija že od poznega srednjega veka. Pravi razcvet je Grand Tour doživel šele proti koncu 17. stoletja, ko je med angleškim plemstvom postalo modno, primerljivo z iniciacijskim obredom, da svoje potomce pošljejo na večletno izobraževalno pot na celino. Začelo se je v času vladavine angleške kraljice Elizabete I. v 16. stoletju. Mladi moški, stari od 17 do 21 let, v večini v spremstvu mentorja in z izdatno finančno podporo družine, so se odpravili na celino in po Evropi, da bi razširili svoja obzorja, obiskali antične zgradbe in spomenike, pa tudi predstaviti srednjo diplomatsko šolo. Kakšen se je ustavil predvsem pri sorodnikih in kar nekaj jih je ob tej priložnosti uspešno odšlo iskat nevesto. Ta velika moda iz Anglije je kmalu našla sprejem v drugih državah.
V 17. in 18. stoletju se je družbeni krog popotnikov razširil tudi na meščanstvo. Premožni meščanski Anglež se je vsaj na kratko odpravil na celino. Podobno kot današnji turistični vodiči, je postal Grand Tour v vodnikih in dnevnikih potovanj priročnik s priporočili o poti, razpravljal je o znamenitostih, običajih, potrebnih oblačilih, lekarnah in bralnem gradivu ter kot pomoč navajali pomembne stavke in besedišče v tujih jezikih. Na kraju so za mlade skrbeli popotniški in gorski vodniki, ki so vodili prilagojene priročnike. Okoli potnikov se je razvil ločen storitveni sektor.
Večina prebivalstva ni imela finančnih sredstev za potovanje v slogu velikih turnej. Občani so si lahko privoščili prevoz s konji ali kočijo. Večina ljudi je še vedno hodila peš. Pogoji potovanja se od srednjega veka skorajda niso izboljšali.
Pionirsko vlogo Anglije med drugim pojasnjuje dejstvo, da je bila država, po porazu španske armade leta 1588, na poti do položaja svetovne velesile - le primerljive z rimskim cesarstvom. Za razliko od celine ni trpela posledic tridesetletne vojne. Na koncu je tudi dejstvo, da je bil ideal gospoda, torej izobraženega, premožnega, a pogosto nedejavnega in politično oddaljenega gosposkega člana, le tam.
Grand Tour je sredi 18. stoletja doživel pomemben razcvet. V času razsvetljenstva se je zanimanje za tuje kulture in ljudi, njihove življenjske razmere in okolico še povečalo. Poleg tega so željo po potovanju vzbudila poročila o svetovnih potovanjih in potopisni literaturi.
Propad plemstva po francoski revoluciji je v klasičnem smislu ustrezal tudi padcu Grand Tour. V 19. stoletju ga je nadomestilo izobraževalno potovanje, ki je zasledovalo podobne cilje, vendar je bilo povezano z veliko manj truda in organizacijsko večinoma v rokah samega - zdaj pogosto starejšega - popotnika.

## Priprava

### Formalnosti
Izvajanje Grand Toura je vključevalo vse vrste formalnosti. Na primer, potni list in zdravstveno spričevalo je bilo treba zaradi majhnih držav pogosto pridobiti v velikih količinah, zlasti v Italiji in Nemčiji, kar je povzročilo precejšnje stroške. Ker je bilo devize dovoljeno izvažati iz Anglije le v omejenem obsegu, je bilo treba denar položiti pri italijanskih bankah v Londonu, ki ga je bilo mogoče znova dvigniti v Italiji ob predložitvi ustreznih plačilnih navodil.
Pripadniki evropskega plemstva in zlasti knezi vladajočih hiš so se iz varnostnih razlogov pogosto odpravljali na velike turneje inkognito. Leta 1687 je na primer Avgust Močni v Italijo potoval kot grof Meißen.

### Spremljevalec
Izbira spremljevalca potovanja (tutorja, guvernanta, vodnika  bear-leader), ki bi moral imeti organizacijski talent, izobrazbo in obsežno jezikovno znanje, predvsem pa preudarnost in zrelost, da bi zaščitil svojega mladega varovanca pred fizičnimi, finančnimi in moralnimi pastmi, je bil osrednjega pomena za ohranitev vseh vrst nevarnosti. Znani mentor je bil Thomas Hobbes, ki je z velikim veseljem leta 1610 spremljal sina lorda Cavendisha in sina grofa Devonshira na njihovih Grand Tour leta 1634. Posebej bogate družine so se poleg vzgojitelja in drugega osebja, ki bi lahko vključevale zdravnika, umetniškega strokovnjaka, uslužbenca, slikarja in glasbenika, dodale svojim potomcem. Ko so mlade dame boljše družbe odpotovale v Italijo, da bi se šolale, je bila nepogrešljiva teta ali bratranec bistveni del spremljevalca.